# Међународна година свемира
Међународна година свемира (енгл. International Space Year) је 1992, по одлуци Генералне скупштине Уједињених нација.

## Историјат
Међународне године Уједињених нација, почевши од Светске године избеглица 1959—1960, одређују се како би се светска пажња усмерила на важна питања. За Међународну годину свемира је проглашена 1992. поводом петстогодишњице путовања Кристофора Колумба у Америку 1492. године, на предлог америчког сенатора Спарк Мацунага.
Проглашење 1992. за Међународну годину свемира је подржало осамнаест националних и међународних свемирских агенција које су за тему године предложиле „Мисију на планети Земљи”. Двадесет девет националних свемирских агенција и десет међународних организација је учествовало у координисаним активностима на промовисању истраживања свемира и употребе одрживе технологије на Земљи.
Комитет Уједињених нација о мировном коришћењу свемира је признао Међународну годину свемира како би промовисао мировну сарадњу међу нацијама током свог заседања 1990. године. Генерални секретар Уједињених нација Бутрос Бутрос Гали, обраћајући се на Светском конгресу о свемиру у Вашингтону 28. августа 1992, је рекао „Један од централних циљева Међународне свемирске године је да истакне важност разумевања Земље као јединственог, сложеног и међузависног система и да нагласи јединствену улогу коју свемирска наука и технологија могу да имају у промовисању тог разумевања”. Исте године је обележена петстота годишњица геноцида широм света, па је Радна група Уједињених нација за староседелачко становништво затражила од Уједињених нација да признају 1992. као Међународну годину светских староседелаца. Међутим, колонијалне нације Америке и Шпаније су блокирале захтев јер су планирале да прославе петстогодишњицу Колумбовог путовања. Сједињене Америчке Државе су представиле постер на којем признају 1992. као Међународну годину свемира.

## Глобалне активности
Међународну годину свемира је обележило двадесет девет свемирских агенција у различитим земљама у циљу успостављања мировних међународних односа у свемирским програмима. Међународне конференције са овом темом су се редовно одржавале у многим земљама.

### Аустралија
У Аустралији су многи јавни догађаји организовани како би се повећала свест јавности о свемиру. CSIRO је водио пројекат промене земљишног покривача „Мисија на планети Земљи” користећи сателите за проучавање биљног живота на Земљи у односу на климу и цивилизацију. Различити аустралијски универзитети су проучавали океан користећи европске и јапанске сателите. Аустралијска пошта је, такође, издала серију пригодних марака за Међународну годину свемира.

### Јапан
У Токију, у Јапану, је одржана Азијско–пацифичка Међународна конференција године свемира на којој се разговарало о „Мисији на планети Земљи” и међународној сарадњи.

### Русија
У Русији, Фондација за друштвене проналаске је покренула свемирски лет Европа–Америка 500 у покушају да промовише мирне друштвене и економске односе између бивших совјетских држава и Сједињених Америчких Држава. Свемирски лет Европа–Америка 500 се састојао од ракете Протон која је носила разне предмете који симболизују мир, а која је кружила око Земље неколико дана са планом да слети у близини Вашингтона крајем новембра. Његову цену су руске власти процениле на преко двеста милиона долара.

### Сједињене Америчке Државе
У Сједињеним Америчким Државама, Наса која је водила америчке свемирске агенције је одговорила на ИСИ довршавањем или стварањем многих свемирских програма, укључујући бројне сарадње са другим домаћим и међународним свемирским агенцијама. Покренуто је укупно дванаест програма, највише у години до тада. Посебно су се фокусирали на пројекте као што је Марс обзервер који је проучавао атмосферу и климу Марса, као и на пројекте којим су испитивали могућност одржавања људског живота ван Земље и проблеме који су постојали на Земљи у то време. ИСИ је одликован и отварањем нове изложбе „Где даље, Колумбо?” у Националном музеју авијације и астронаутике.
Алтернативни рок бенд They Might Be Giants је Наса означила као музичког амбасадора Међународне свемирске године. Албум је назван по програму Аполо чија је последња мисија била Аполо 17.